# Епархия Харлема (старокатолическая)
Епархия Харлема (нидерл. Оudkatholieke Bisdom Haarlem) – епархия Голландской старокатолической церкви. Епархия Харлема входит в архиепархию Утрехта. Ординарием епархии является епископ Дирк Скоон, рукоположённый 29 июня 2008 года. 

## История
В конце XVII – XVIII веках в Голландии распространилась ересь янсенизма, которая стала причиной отделения части католического духовенства от Римско-Католической Церкви. В 1702 году архиепископ Утрехта Петер Кодд выступил на стороне сторонников янсенизма, за что был в 1702 году лишён кафедры Римским папой Климентом IV. 27 апреля 1723 года сторонники Петера Кодда избрали нового епископа Утрехта, которого Римский папа Бенедикт XIII отлучил от церкви. Это отлучение стало началом Голландской старокатолической церкви. 
В 1727 году на кафедру старокатолической епархии был избран Мартин Донкер, который умер до посвящения в епископа. До 1742 года кафедра Харлема была вакантна. 

## Список епископов
- Martinus Doncker (1727);
- Hieronymus de Bock (1742 – 1744);
- Johannes Stiphout (1745 – 1777);
- Adrianus Broekman (1778 – 1800);
- Johannes Nieuwenhuis (1801 – 1810);
- Sede vacante (1810 - 1819);
- Johannes Bon (1819 – 1841);
- Henricus van Buul (1843 – 1862);
- Lambertus de Jongh (1865 – 1867);
- Casparus Johannes van Rinkel (1873 – 1906);
- Jacobus Johannes van Thiel (1906 – 1912);
- Nicolaas Prins (1912 – 1916);
- Henricus Theodoris Johannes van Vlĳmen (1916 – 1945);
- Jacobus van der Oord (1945 – 1967);
- Gerhardus Anselmus van Kleef (1967 – 1987);
- Teunis Johannes Horstman (1987 – 1994);
- Jan Lambert Wirix-Speetjens (1995 – 2008);
- Dirk Schoon (2008 – по настоящее время).